# Kalong (Kon-Yambetta)
Pour les articles homonymes, voir Kalong.
Kalong (ou Kallong, Mbong) est un village de la région du Centre du Cameroun, localisé dans l'arrondissement (commune) de Kon-Yambetta, dans le département du Mbam-et-Inoubou, en pays Bafia, sur la route qui mène de Bafia à Ndikiniméki.
En 1966 Kalong comptait 155 habitants. Lors du recensement de 2005, on en a dénombré 123.
Avec Dii, distant de quelques kilomètres, c'est l'un des deux villages où l'on parle le dimbong, une langue bantoïde méridionale en voie de disparition, parfois appelée « kalong ». D'autres langues, telles que le bafia et le balong sont également utilisées, de même que le français.
Kalong possède une chapelle catholique. Il n'y a pas de marché dans la localité (1992).